# SV Obertraubling
Der SV Obertraubling ist ein Sportverein im Landkreis Regensburg mit etwa 1570 Mitgliedern.

## Geschichte
Der SV Obertraubling wurde 1920 als Gesangsverein „Treugold“ gegründet. Aus dem Gesangsverein ging 1923 der Sportverein Obertraubling hervor, der sich ausschließlich dem Fußball widmete. Rot-Blau wurde als Vereinsfarbe gewählt. Das jetzige Sportzentrum wurde am 19. April 1989 in Betrieb genommen. Der BLSV Bezirk Oberpfalz hat den SV Obertraubling als Sozialen Sportverein 2010 geehrt. Die sportlich größten Erfolge des Vereins sind die beiden 5. Plätze bei den Leichtathletik-Jugendweltmeisterschaften von Stefan Matula und Tobias Soller.
Wie viele klassische Sportvereine ist der SV Obertraubling in mehrere Unterabteilungen gegliedert. Die derzeit 17 Sparten beinhalten folgende Sportarten:
| - Aerobic - Cheerleading - Faustball - Frauen- und Senioren-Gymnastik - Fußball | - Handball - Kegeln - Leichtathletik - Rhythmische Sportgymnastik | - Ski- und Radsport - Stockschießen - Tennis - Theater | - Tischtennis - Trimm-Dich - Volleyball - Walking, Nordic Walking |

## Vorsitzende
- 1957–1983: Xaver Allmeier
- 1983–1988: Alfred Graf
- 1989–1996: Alfons Lang
- 1996–2009: Josef Fürst
- 2009–0000: Karl-Heinz Hernitscheck[5]

## Abteilungen

### Cheerleading
Die Cheerleadingabteilung wurde am 30. Dezember 2015 gegründet.

### Faustball
Die Faustballabteilung wurde 1968 gegründet.

### Frauen- und Senioren-Gymnastik
Die Frauengymnastikabteilung wurde 1969 gegründet.

### Fußball
Die Fußballabteilung wurde 1923 gegründet. Die 1. Mannschaft Herren spielt in der Saison 2019/2020 in der 1. Kreisliga. In der Saison 2019/2020 nehmen 15 Mannschaften am Spielbetrieb teil. Die Fußballabteilung veröffentlicht die Stadionzeitung „O-Ton“.

### Handball
Die Handballabteilung wurde 1952 gegründet. Das Frauenteam der Abteilung spielte von 2014 bis 2020 in der fünkftklassigen Handball-Landesliga.
- Aufstieg in die Bayerische-Landesliga (5. Liga) 2014
- Ostbayerischer Meister 2014

### Kegeln
Die Kegelabteilung wurde 1959 gegründet. Am 15. September 1961 wurde die Kegelbahn im neuen Sportheim eröffnet.

### Leichtathletik
Die Leichtathletikabteilung wurde 1972 gegründet. Sie wurde 2007 mit dem Jugendwimpel des Bayerischen Leichtathletikverband (BLV) Bezirk Oberpfalz ausgezeichnet und für herausragende Nachwuchsarbeit zum dritten Mal BLV-Talentzentrum.

### Ski- und Radsport
Die Skiabteilung wurde 1965 gegründet.

### Tennis
Die Tennisabteilung wurde 1972 gegründet.

### Tischtennis
Die Tischtennisabteilung wurde 1963 gegründet.